# Strv 103
Strv 103 (Stridsvagn 103) е основен боен танк на Швеция.
Произвеждан е от 1966 до 1971 година. Отличава се с особения си безкуполен дизайн. Поради тази причина е необходимо целият танк да се завърти, за да може да се прицели и стреля.